# Richard Gordon (politico)
Richard Juico Gordon, detto Dick (Castillejos, 5 agosto 1945), è un politico e giornalista filippino, Presidente della Croce Rossa filippina dal 2004.
Con una carriera politica di oltre trent'anni alle proprie spalle, divenne noto come Presidente ed amministratore dell'Autorità Metropolitana della Baia di Subic durante l'amministrazione di Fidel V. Ramos e successivamente come Segretario del Turismo durante la presidenza di Gloria Macapagal-Arroyo. Nel 2004 fu eletto nel Senato delle Filippine sotto la coalizione della Arroyo. Scaduto il suo mandato nel 2010, decise di candidarsi alla Presidenza del paese come rappresentante del partito Bagumbayan-VNP, dove si classificò sesto con oltre mezzo mlilione di voti. In un'intervista con il Manila Times, il 21 luglio 2011 annunciò l'intenzione di candidarsi per il Senato o per una posizione locale nelle elezioni del 2013 e più tardi si unì alla coalizione dell'UNA. Il tentativo, però, non ebbe successo in quanto si classificò tredicesimo nelle elezioni del Senato.
Oltre al lavoro con la Croce Rossa, Gordon è attivo anche nel mondo del giornalismo come broadcaster per il telegiornale News5. Conduce inoltre il programma radiofonico Aksyon Solusyon, con Amelyn Veloso, su Radyo5 92.3 News FM, e la trasmissione televisiva Duelo: Barilan ng Opinyon su AksyonTV.
È figlio di James L. Gordon, il primo sindaco della città di Olongapo.